# 河传 (词牌)
河传，词牌名。亦称《河转》。本调六十一字。

## 词牌格式
平平仄仄，仄平平仄、平平仄仄。平仄仄平，仄仄平平平仄。仄平平、平仄仄。平平仄仄平平仄，仄仄平平、仄仄平平仄，平仄仄平，仄仄平平平仄。仄平平，平仄仄。

## 例词
河传·湖上 温庭筠
湖上。闲望。雨萧萧。烟浦花桥路遥。谢娘翠蛾愁不销。终朝。梦魂迷晚潮。
荡子天涯归棹远。春已晚。莺语空肠断。若耶溪，溪水西。柳堤。不闻郎马嘶。